# Brasil en la Copa América Centenario
La Selección de Brasil fue uno de los 16 equipos participantes de la Copa América Centenario, torneo que se llevó a cabo entre el 3 y el 26 de junio en Estados Unidos.
En el sorteo, la Selección de Brasil quedó emparejada en el Grupo B junto a Haití, Ecuador y Perú. Los boludos quedaron afuera en fase de grupos.

## Jugadores
El 20 de mayo se confirmó una lesión de Ricardo Oliveira, por lo que Jonas tomó su lugar.
El 26 de mayo se confirmó una lesión de Douglas Costa, por lo que Kaká tomó su lugar, aunque seis días después, fue reemplazado por Ganso, debido a una lesión en un entrenamiento.
El 31 de mayo, Lucas Moura, y Marcelo Grohe, reemplazaron a Rafinha y a Ederson respectivamente, por una lesión.
El 2 de junio, Er dinis, tomó el lugar de Luiz Gustavo por problemas personales.

## Participación

### Partidos
| Fecha       | Lugar      | Instancia      |        |                   | Resultado |                    |         |
| ----------- | ---------- | -------------- | ------ | ----------------- | --------- | ------------------ | ------- |
| 4 de junio  | Pasadena   | Fase de grupos | Brasil | Bandera de Brasil | 0:0       | Bandera de Ecuador | Ecuador |
| 4 de junio  | Orlando    | Fase de grupos | Brasil | Bandera de Brasil | 7:1 (3:0) | Bandera de Haití   | Haití   |
| 12 de junio | Foxborough | Fase de grupos | Brasil | Bandera de Brasil | 0:1 (0:0) | Bandera de Perú    | Perú    |

### Grupo B
| Selección | Pts. | PJ | PG | PE | PP | GF | GC | Dif |
| --------- | ---- | -- | -- | -- | -- | -- | -- | --- |
| Perú      | 7    | 3  | 2  | 1  | 0  | 4  | 2  | +2  |
| Ecuador   | 5    | 3  | 1  | 2  | 0  | 6  | 2  | +4  |
| Brasil    | 4    | 3  | 1  | 1  | 1  | 7  | 2  | +5  |
| Haití     | 0    | 3  | 0  | 0  | 3  | 1  | 12 | -11 |

#### Fecha 1
| 4 de junio de 2016, 19:00 | Brasil | 0:0     | Ecuador | Estadio Rose Bowl, Pasadena                                |                                                            |
|                           |        | Reporte |         | Asistencia: 53.158 espectadores Árbitro(s): Julio Bascuñán | Asistencia: 53.158 espectadores Árbitro(s): Julio Bascuñán |

| 1          | Guardameta     | Alisson           |     |
| 2          | Defensa        | Dani Alves        |     |
| 13         | Defensa        | Marquinhos        |     |
| 4          | Defensa        | Gil               |     |
| 6          | Defensa        | Filipe Luís       |     |
| 5          | Centrocampista | Casemiro          |     |
| 8          | Centrocampista | Elias             | 85' |
| 18         | Centrocampista | Renato Augusto    |     |
| 19         | Delantero      | Willian           | 75' |
| 22         | Delantero      | Philippe Coutinho |     |
| 9          | Delantero      | Jonás Oliveira    | 61' |
| Entrenador | Entrenador     | Dunga             |     |

| 12         | Guardameta     | Esteban Dreer       |     |
| 4          | Defensa        | Juan Carlos Paredes |     |
| 2          | Defensa        | Arturo Mina         |     |
| 21         | Defensa        | Gabriel Achilier    |     |
| 10         | Defensa        | Walter Ayoví        |     |
| 18         | Centrocampista | Carlos Gruezo       |     |
| 6          | Centrocampista | Christian Noboa     |     |
| 16         | Centrocampista | Antonio Valencia    |     |
| 7          | Centrocampista | Jefferson Montero   | 80' |
| 23         | Delantero      | Miler Bolaños       | 90' |
| 13         | Delantero      | Enner Valencia      | 80' |
| Entrenador | Entrenador     | Gustavo Quinteros   |     |

| 11 | Delantero      | Gabriel     | 61' |
| 20 | Centrocampista | Lucas Moura | 75' |
| 10 | Centrocampista | Lucas Lima  | 85' |

| 17 | Delantero      | Jaime Ayoví     | 80' |
| 9  | Delantero      | Fidel Martínez  | 80' |
| 8  | Centrocampista | Fernando Gaibor | 90' |

| Amonestado | 18' | Casemiro |  |
| Amonestado | 35' | Elias    |  |
| Amonestado | 38' | Gil      |  |

| Amonestado | 46' | Juan Carlos Paredes |  |
| Amonestado | 76' | Enner Valencia      |  |
| Amonestado | 85' | Jaime Ayoví         |  |

| Árbitro             | Julio Bascuñán      |
| Árbitros asistentes | Carlos Astroza      |
| Árbitros asistentes | Christian Schiemann |
| Cuarto Árbitro      | Joel Aguilar        |

| 1          | Guardameta     | Alisson           |     |
| 2          | Defensa        | Dani Alves        |     |
| 13         | Defensa        | Marquinhos        |     |
| 4          | Defensa        | Gil               |     |
| 6          | Defensa        | Filipe Luís       |     |
| 5          | Centrocampista | Casemiro          |     |
| 8          | Centrocampista | Elias             | 85' |
| 18         | Centrocampista | Renato Augusto    |     |
| 19         | Delantero      | Willian           | 75' |
| 22         | Delantero      | Philippe Coutinho |     |
| 9          | Delantero      | Jonás Oliveira    | 61' |
| Entrenador | Entrenador     | Dunga             |     |

| 12         | Guardameta     | Esteban Dreer       |     |
| 4          | Defensa        | Juan Carlos Paredes |     |
| 2          | Defensa        | Arturo Mina         |     |
| 21         | Defensa        | Gabriel Achilier    |     |
| 10         | Defensa        | Walter Ayoví        |     |
| 18         | Centrocampista | Carlos Gruezo       |     |
| 6          | Centrocampista | Christian Noboa     |     |
| 16         | Centrocampista | Antonio Valencia    |     |
| 7          | Centrocampista | Jefferson Montero   | 80' |
| 23         | Delantero      | Miler Bolaños       | 90' |
| 13         | Delantero      | Enner Valencia      | 80' |
| Entrenador | Entrenador     | Gustavo Quinteros   |     |

| 11 | Delantero      | Gabriel     | 61' |
| 20 | Centrocampista | Lucas Moura | 75' |
| 10 | Centrocampista | Lucas Lima  | 85' |

| 17 | Delantero      | Jaime Ayoví     | 80' |
| 9  | Delantero      | Fidel Martínez  | 80' |
| 8  | Centrocampista | Fernando Gaibor | 90' |

| Amonestado | 18' | Casemiro |  |
| Amonestado | 35' | Elias    |  |
| Amonestado | 38' | Gil      |  |

| Amonestado | 46' | Juan Carlos Paredes |  |
| Amonestado | 76' | Enner Valencia      |  |
| Amonestado | 85' | Jaime Ayoví         |  |

| Árbitro             | Julio Bascuñán      |
| Árbitros asistentes | Carlos Astroza      |
| Árbitros asistentes | Christian Schiemann |
| Cuarto Árbitro      | Joel Aguilar        |

#### Fecha 2
| 8 de junio de 2016, 19:30 | Brasil                                                                         | 7:1 (3:0) | Haití        | Estadio Citrus Bowl, Orlando                            |                                                         |
|                           | Coutinho 13' 28' 90+1' · Renato Augusto 34' 85' · Gabriel 58' · Lucas Lima 66' | Reporte   | 69' Marcelin | Asistencia: 28.241 espectadores Árbitro(s): Mark Geiger | Asistencia: 28.241 espectadores Árbitro(s): Mark Geiger |

| 1          | Guardameta     | Alisson           |     |
| 2          | Defensa        | Dani Alves        |     |
| 13         | Defensa        | Marquinhos        |     |
| 4          | Defensa        | Gil               |     |
| 6          | Defensa        | Filipe Luís       |     |
| 5          | Centrocampista | Casemiro          | 61' |
| 8          | Centrocampista | Elias             | 70' |
| 18         | Centrocampista | Renato Augusto    |     |
| 19         | Delantero      | Willian           |     |
| 22         | Delantero      | Philippe Coutinho |     |
| 9          | Delantero      | Jonás Oliveira    | 45' |
| Entrenador | Entrenador     | Dunga             |     |

| 1          | Guardameta     | Johny Placide       |     |
| 8          | Defensa        | Réginal Goreux      |     |
| 5          | Defensa        | Romain Genevois     |     |
| 3          | Defensa        | Jérôme Mechack      |     |
| 2          | Defensa        | Jean Sony Alcenát   | 82' |
| 4          | Defensa        | Kim Jaggy           |     |
| 13         | Centrocampista | Kevin Lafrance      |     |
| 16         | Centrocampista | Jean Marc Alexandre | 61' |
| 14         | Centrocampista | James Marcelin      |     |
| 10         | Centrocampista | Jeff Louis          |     |
| 9          | Delantero      | Kervens Belfort     | 48' |
| Entrenador | Entrenador     | Patrice Neveu       |     |

| 11 | Delantero      | Gabriel    | 45' |
| 10 | Centrocampista | Lucas Lima | 61' |
| 17 | Centrocampista | Walace     | 70' |

| 20 | Delantero      | Duckens Nazon      | 48' |
| 19 | Centrocampista | Max Hilaire        | 61' |
| 21 | Delantero      | Jean-Eudes Maurice | 82' |

| Anotado | 13'   | Philippe Coutinho | 1 - 0 |
| Anotado | 28'   | Philippe Coutinho | 2 - 0 |
| Anotado | 34'   | Renato Augusto    | 3 - 0 |
| Anotado | 58'   | Gabriel           | 4 - 0 |
| Anotado | 66'   | Lucas Lima        | 5 - 0 |
| Anotado | 85'   | Renato Augusto    | 6 - 1 |
| Anotado | 90+1' | Philippe Coutinho | 7 - 1 |

| Anotado | 69' | James Marcelin | 5 - 1 |

| Amonestado | 37' | Casemiro |  |

| Amonestado | 24' | Reginal Goraux |  |

| Árbitro             | Mark Geiger      |
| Árbitros asistentes | Charles Morgante |
| Árbitros asistentes | Joseph Fletcher  |
| Cuarto Árbitro      | Joel Aguilar     |

| 1          | Guardameta     | Alisson           |     |
| 2          | Defensa        | Dani Alves        |     |
| 13         | Defensa        | Marquinhos        |     |
| 4          | Defensa        | Gil               |     |
| 6          | Defensa        | Filipe Luís       |     |
| 5          | Centrocampista | Casemiro          | 61' |
| 8          | Centrocampista | Elias             | 70' |
| 18         | Centrocampista | Renato Augusto    |     |
| 19         | Delantero      | Willian           |     |
| 22         | Delantero      | Philippe Coutinho |     |
| 9          | Delantero      | Jonás Oliveira    | 45' |
| Entrenador | Entrenador     | Dunga             |     |

| 1          | Guardameta     | Johny Placide       |     |
| 8          | Defensa        | Réginal Goreux      |     |
| 5          | Defensa        | Romain Genevois     |     |
| 3          | Defensa        | Jérôme Mechack      |     |
| 2          | Defensa        | Jean Sony Alcenát   | 82' |
| 4          | Defensa        | Kim Jaggy           |     |
| 13         | Centrocampista | Kevin Lafrance      |     |
| 16         | Centrocampista | Jean Marc Alexandre | 61' |
| 14         | Centrocampista | James Marcelin      |     |
| 10         | Centrocampista | Jeff Louis          |     |
| 9          | Delantero      | Kervens Belfort     | 48' |
| Entrenador | Entrenador     | Patrice Neveu       |     |

| 11 | Delantero      | Gabriel    | 45' |
| 10 | Centrocampista | Lucas Lima | 61' |
| 17 | Centrocampista | Walace     | 70' |

| 20 | Delantero      | Duckens Nazon      | 48' |
| 19 | Centrocampista | Max Hilaire        | 61' |
| 21 | Delantero      | Jean-Eudes Maurice | 82' |

| Anotado | 13'   | Philippe Coutinho | 1 - 0 |
| Anotado | 28'   | Philippe Coutinho | 2 - 0 |
| Anotado | 34'   | Renato Augusto    | 3 - 0 |
| Anotado | 58'   | Gabriel           | 4 - 0 |
| Anotado | 66'   | Lucas Lima        | 5 - 0 |
| Anotado | 85'   | Renato Augusto    | 6 - 1 |
| Anotado | 90+1' | Philippe Coutinho | 7 - 1 |

| Anotado | 69' | James Marcelin | 5 - 1 |

| Amonestado | 37' | Casemiro |  |

| Amonestado | 24' | Reginal Goraux |  |

| Árbitro             | Mark Geiger      |
| Árbitros asistentes | Charles Morgante |
| Árbitros asistentes | Joseph Fletcher  |
| Cuarto Árbitro      | Joel Aguilar     |

#### Fecha 3
| 12 de junio de 2016, 20:30 | Brasil | 0:1 (0:0) | Perú        | Gillette Stadium, Foxborough                             |                                                          |
|                            |        | Reporte   | 74' Ruidiaz | Asistencia: 36.187 espectadores Árbitro(s): Andrés Cunha | Asistencia: 36.187 espectadores Árbitro(s): Andrés Cunha |

| 1          | Guardameta     | Alisson           |     |
| 2          | Defensa        | Dani Alves        |     |
| 3          | Defensa        | João Miranda      |     |
| 4          | Defensa        | Gil               |     |
| 6          | Defensa        | Filipe Luís       |     |
| 8          | Centrocampista | Elias             |     |
| 18         | Centrocampista | Renato Augusto    |     |
| 19         | Centrocampista | Willian           |     |
| 10         | Delantero      | Lucas Lima        |     |
| 22         | Delantero      | Philippe Coutinho |     |
| 11         | Delantero      | Gabriel           | 71' |
| Entrenador | Entrenador     | Dunga             |     |

| 1          | Guardameta     | Pedro Gallese     |     |
| 3          | Defensa        | Aldo Corzo        |     |
| 15         | Defensa        | Christian Ramos   |     |
| 2          | Defensa        | Alberto Rodríguez |     |
| 6          | Defensa        | Miguel Trauco     |     |
| 5          | Centrocampista | Adán Balbín       | 45' |
| 16         | Centrocampista | Óscar Vílchez     |     |
| 8          | Centrocampista | Andy Polo         |     |
| 10         | Centrocampista | Christian Cueva   | 90' |
| 20         | Centrocampista | Edison Flores     | 63' |
| 9          | Delantero      | Paolo Guerrero    |     |
| Entrenador | Entrenador     | Ricardo Gareca    |     |

| 21 | Delantero | Hulk | 71' |

| 19 | Centrocampista | Yoshimar Yotún | 45' |
| 11 | Delantero      | Raúl Ruidiaz   | 63' |
| 13 | Centrocampista | Renato Tapia   | 90' |

| Anotado | 74' | Raúl Ruidiaz | 0 - 1 |

| Amonestado | 18' | Casemiro |  |
| Amonestado | 35' | Elias    |  |
| Amonestado | 38' | Gil      |  |

| Amonestado | 46' | Juan Carlos Paredes |  |
| Amonestado | 76' | Enner Valencia      |  |
| Amonestado | 85' | Jaime Ayoví         |  |

| Árbitro             | Andrés Cunha     |
| Árbitros asistentes | Nicolás Taran    |
| Árbitros asistentes | Richard Trinidad |
| Cuarto Árbitro      | Joel Aguilar     |

| 1          | Guardameta     | Alisson           |     |
| 2          | Defensa        | Dani Alves        |     |
| 3          | Defensa        | João Miranda      |     |
| 4          | Defensa        | Gil               |     |
| 6          | Defensa        | Filipe Luís       |     |
| 8          | Centrocampista | Elias             |     |
| 18         | Centrocampista | Renato Augusto    |     |
| 19         | Centrocampista | Willian           |     |
| 10         | Delantero      | Lucas Lima        |     |
| 22         | Delantero      | Philippe Coutinho |     |
| 11         | Delantero      | Gabriel           | 71' |
| Entrenador | Entrenador     | Dunga             |     |

| 1          | Guardameta     | Pedro Gallese     |     |
| 3          | Defensa        | Aldo Corzo        |     |
| 15         | Defensa        | Christian Ramos   |     |
| 2          | Defensa        | Alberto Rodríguez |     |
| 6          | Defensa        | Miguel Trauco     |     |
| 5          | Centrocampista | Adán Balbín       | 45' |
| 16         | Centrocampista | Óscar Vílchez     |     |
| 8          | Centrocampista | Andy Polo         |     |
| 10         | Centrocampista | Christian Cueva   | 90' |
| 20         | Centrocampista | Edison Flores     | 63' |
| 9          | Delantero      | Paolo Guerrero    |     |
| Entrenador | Entrenador     | Ricardo Gareca    |     |

| 21 | Delantero | Hulk | 71' |

| 19 | Centrocampista | Yoshimar Yotún | 45' |
| 11 | Delantero      | Raúl Ruidiaz   | 63' |
| 13 | Centrocampista | Renato Tapia   | 90' |

| Anotado | 74' | Raúl Ruidiaz | 0 - 1 |

| Amonestado | 18' | Casemiro |  |
| Amonestado | 35' | Elias    |  |
| Amonestado | 38' | Gil      |  |

| Amonestado | 46' | Juan Carlos Paredes |  |
| Amonestado | 76' | Enner Valencia      |  |
| Amonestado | 85' | Jaime Ayoví         |  |

| Árbitro             | Andrés Cunha     |
| Árbitros asistentes | Nicolás Taran    |
| Árbitros asistentes | Richard Trinidad |
| Cuarto Árbitro      | Joel Aguilar     |

## Estadísticas

### Generales
| Pts | PJ | PG | PE | PP | GF | GC | Dif | Resultado      |
| --- | -- | -- | -- | -- | -- | -- | --- | -------------- |
| 4   | 3  | 1  | 1  | 1  | 7  | 2  | 5   | Fase de grupos |

### Individuales
| #  | Pos        | Jugador        | PJ | Minutos Jugados | Goles recibidos | Arco en cero | Tarjetas Amarillas | Doble Tarjeta Amarilla y Roja | Tarjetas Rojas |
| -- | ---------- | -------------- | -- | --------------- | --------------- | ------------ | ------------------ | ----------------------------- | -------------- |
| 1  | Guardameta | Alisson Becker | 3  | 270             | 2               | 1            | 0                  | 0                             | 0              |
| 12 | Guardameta | Diego Alves    | 0  | -               | 0               | 0            | 0                  | 0                             | 0              |
| 23 | Guardameta | Marcelo Grohe  | 0  | -               | 0               | 0            | 0                  | 0                             | 0              |

| #  | Pos            | Jugador           | PJ | Minutos Jugados | Goles | Asistencias | Tarjetas Amarillas | Doble Tarjeta Amarilla y Roja | Tarjetas Rojas |
| -- | -------------- | ----------------- | -- | --------------- | ----- | ----------- | ------------------ | ----------------------------- | -------------- |
| 2  | Defensa        | Dani Alves        | 3  | 270             | 0     | 0           | 0                  | 0                             | 0              |
| 3  | Defensa        | João Miranda      | 1  | 90              | 0     | 0           | 0                  | 0                             | 0              |
| 4  | Defensa        | Gil               | 3  | 270             | 0     | 0           | 2                  | 0                             | 0              |
| 5  | Centrocampista | Casemiro          | 3  | 241             | 0     | 0           | 3                  | 0                             | 0              |
| 6  | Defensa        | Filipe Luis       | 3  | 270             | 0     | 0           | 0                  | 0                             | 0              |
| 7  | Centrocampista | Ganso             | 0  | -               | 0     | 0           | 0                  | 0                             | 0              |
| 8  | Centrocampista | Elias             | 3  | 245             | 0     | 0           | 2                  | 0                             | 0              |
| 9  | Delantero      | Jonas             | 2  | 106             | 0     | 0           | 0                  | 0                             | 0              |
| 10 | Centrocampista | Lucas Lima        | 3  | 124             | 1     | 0           | 0                  | 0                             | 0              |
| 11 | Delantero      | Gabriel Barbosa   | 3  | 145             | 1     | 0           | 0                  | 0                             | 0              |
| 13 | Defensa        | Marquinhos        | 2  | 180             | 0     | 0           | 0                  | 0                             | 0              |
| 14 | Defensa        | Rodrigo Caio      | 0  | -               | 0     | 0           | 0                  | 0                             | 0              |
| 15 | Defensa        | Fabinho           | 0  | -               | 0     | 0           | 0                  | 0                             | 0              |
| 16 | Defensa        | Douglas Santos    | 0  | -               | 0     | 0           | 0                  | 0                             | 0              |
| 17 | Centrocampista | Walace            | 1  | 30              | 0     | 0           | 0                  | 0                             | 0              |
| 18 | Defensa        | Renato Augusto    | 3  | 270             | 2     | 0           | 0                  | 0                             | 0              |
| 19 | Defensa        | Willian           | 3  | 255             | 0     | 0           | 0                  | 0                             | 0              |
| 20 | Centrocampista | Lucas Moura       | 1  | 25              | 0     | 0           | 0                  | 0                             | 0              |
| 21 | Delantero      | Philippe Coutinho | 3  | 270             | 3     | 0           | 0                  | 0                             | 0              |
| 22 | Delantero      | Hulk              | 1  | 29              | 0     | 0           | 0                  | 0                             | 0              |